# Right Said Fred
Right Said Fred är en brittisk musikgrupp bildad 1989. Gruppen består sedan 1996 av bröderna Fred och Richard Fairbrass (den senare född 22 september 1953 i Kingston upon Thames i London). Gruppen hade mellan 1990 och 1996 en tredje medlem, Rob Manzoli. 
Right Said Fred fick en världshit 1991 med låten "I'm Too Sexy". Gruppen betraktades då närmast som ett skämt och som ett typiskt one-hit wonder, men de följde upp med fler hitsinglar, exempelvis "Don't Talk Just Kiss" och "Deeply Dippy". Bröderna Fairbrass var även före tiden med Right Said Fred aktiva i musikbranschen; Fred har exempelvis turnerat med Bob Dylan och Richard med bland andra Mick Jagger och David Bowie.
Right Said Fred har under senare år även gjort sig känd i Storbritannien som politiskt aktiva i olika frågor, bland annat homosexuellas rättigheter, och även officiellt givit sitt stöd till Liberaldemokraterna.

## Diskografi
Studioalbum
- Up (1992)
- Sex & Travel (1993)
- Smashing! (1996)
- Fredhead (2001)
- Stand Up (2002)
- For Sale (2006)
- I'm a Celebrity (2008)
- Stop the World (2011)

Singlar (topp 100 på UK Singles Chart)
- "I'm Too Sexy" (1991) (#2)
- "Don't Talk Just Kiss" (1991) (#3)
- "Deeply Dippy" (1992) (#1)
- "Those Simple Things" / "Daydream" (1992) (#29)
- "Stick It Out" (1993) (#4)
- "Bumped" (1993) (#32)
- "Hands Up (4 Lovers)" (1993) (#60)
- "Wonderman" (1994) (#55)
- "Living on a Dream" (1995) (#91)
- "Big Time" (1996) (#77)
- "You're My Mate" (2001) (#18)
- "I'm Too Sexy" (återutgåva) (2007) (#56)